# Catupiry

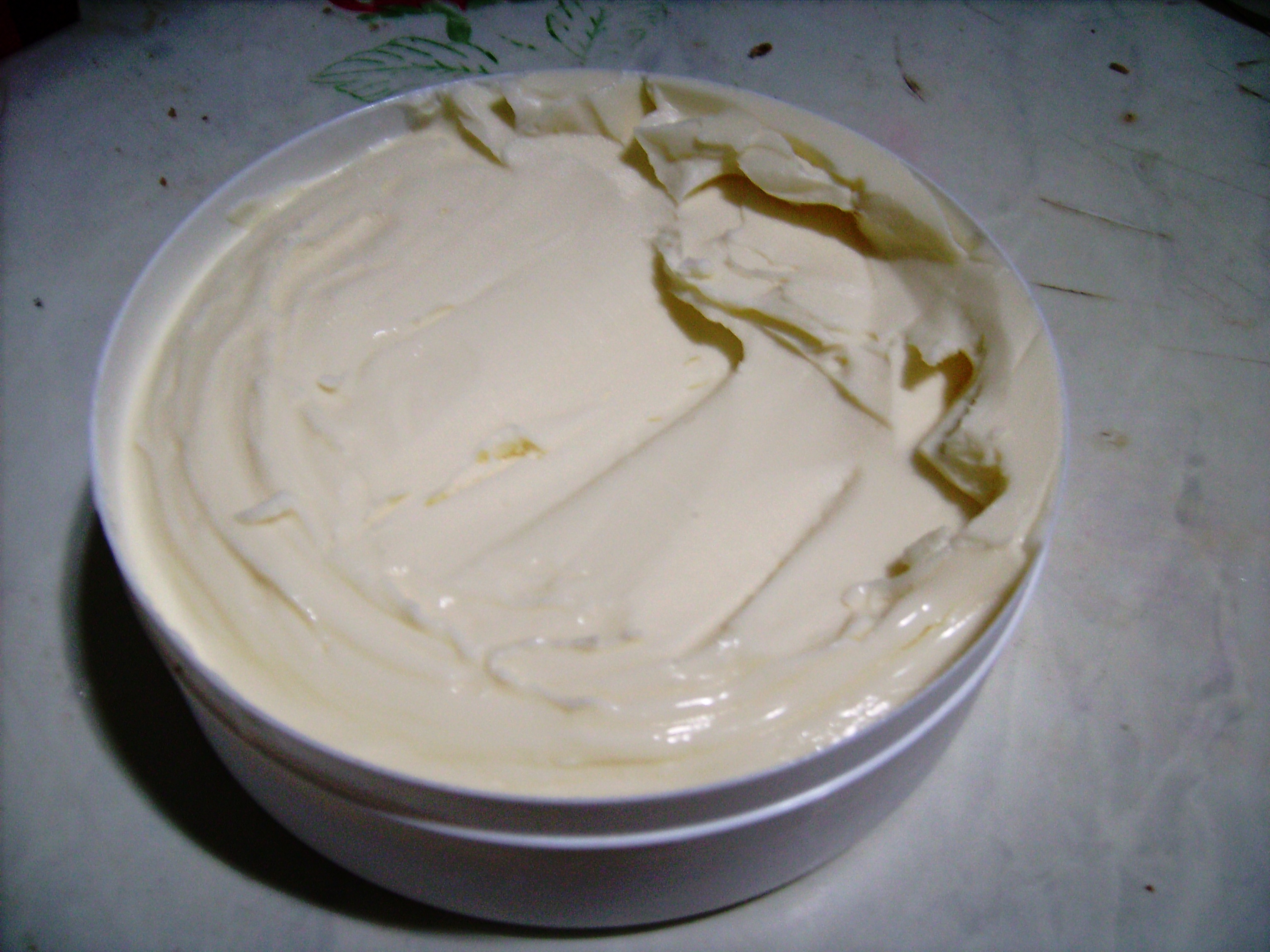
Catupiry.

Catupiry es el queso tipo "requeijão" más popular de Brasil. Es originario del estado de Minas Gerais, donde fue creado en 1911, desarrollado por el inmigrante italiano Mario Silvestrini. El nombre proviene de una palabra nativa tupí-guaraní que significa "excelente".[cita requerida]
Catupiry es uno de los productos más tradicionales de Brasil y Paraguay . La etiqueta y el envoltorio en forma redondeada recuerda a la "cocina de la abuela" y evoca sentimientos de nostalgia entre los brasileños. Hay 15 millones de consumidores de catupiry en Brasil, que rápidamente reconocen el mismo diseño gráfico y colores de principios del siglo XX, los elementos decorativos y el estilo que recuerda al movimiento art déco.[cita requerida]
Catupiry es un queso suave que puede untarse sobre tostadas y crackers o usarse en cocina. Debido a su bajo nivel de acidez, el catupiry se ha convertido en ingrediente esencial de innumerables platos. Un gran número de recetas de pasta, pescado y pollo usan este queso en Brasil. La expresión ao Catupiry (al catupiry) se usa ampliamente y se refiere a comidas donde es un ingrediente importante como en los ingredientes de la pizza o tentempiés como rellenos de coxinhas, pasteles y chipás. En el estado de Río de Janeiro, catupiry se toma a menudo como postre combinado con paté de guayaba.[cita requerida]
En Paraguay, es un ingrediente muy frecuente en la gastronomía local. Se usa sobre todo en la pizza, se combina con pollo, carnes, como combinación de relleno para las empanadas, tartas saladas, untado en panes y diversidad de platos. Existen varias marcas lácteas de industria paraguaya que lo fabrican, debido a la alta demanda.
En los Estados Unidos, se puede encontrar catupiry en tiendas étnicas brasileñas y en restaurantes de Florida, California, Nueva York y Massachusetts, aunque es difícil de encontrar.[cita requerida]
- Datos: Q2714217
- Multimedia: Catupiry / Q2714217